# Майк Ротунда
Лоуренс Майкл Ротунда (народився 30 березня 1958 року) — американський професійний реслер на пенсії. Він найбільш відомий своїми виступами у Світовій Федерації Реслінгу та World Championship Wrestling у 1980-х та 1990-х роках під псевдонімами Майк Ротунда, Майк Ротундо, Майкл Волстріт, Ірвін Р. Шистер та В. К. Волстріт.
Ротунда виграв кілька одиночних та командних титулів, включаючи Командне Чемпіонство Світу NWA, Командне Телевізійне Чемпіонство Світу NWA та Командне Чемпіонство Світу WWF. 23 липня 2022 року він був введений до Зали слави професійного реслінгу імені Джорджа Трагоса/Лу Теза.

## Інтернет-ресурси
- WWE Alumni-Profil von Iwin R. Schyster
- Karriereüberblick (eng.)
- genickbruch.com
- cagematch.de
- Was ist aus Mike Rotunda geworden? auf WWE.com (englisch)